# Ramdam à Rio
Pour plus de détails, voir Fiche technique et Distribution.
Ramdam à Rio (Se tutte le donne del mondo) est un film italien réalisé par Henry Levin et Arduino Maiuri, sorti en 1966.

## Fiche technique
- Titre : Ramdam à Rio
- Titre original : Se tutte le donne del mondo
- Réalisation : Henry Levin et Arduino Maiuri, assisté de Leopoldo Savona
- Scénario : Arduino Maiuri et Jack Pulman
- Producteur : Salvatore Argento, Dino De Laurentiis et Arduino Maiuri
- Production : Dino De Laurentiis Cinematografica
- Musique : Mario Nascimbene
- Photographie : Aldo Tonti
- Costumes : Maria De Matteis et Piero Gherardi
- Montage : Alberto Gallitti et Ralph Kemplen
- Pays de production : Italie
- Format : Couleurs - Mono
- Genre : Action, comédie
- Durée : 106 minutes
- Date de sortie : 8 septembre 1966

## Distribution
- Mike Connors : Kelly
- Dorothy Provine : Susan Fleming
- Raf Vallone : Mr. Ardonian
- Terry-Thomas : Lord Aldric / James
- Margaret Lee : Grace
- Jack Gwillim : L'ambassadeur britannique

## Remake
- Moonraker est un remake de ce film.